# 瀋陽遠大鋁業工程印尼有限公司
瀋陽遠大鋁業工程印尼有限公司註冊成立於2009年，註冊資本金為15萬美金。創立初期目的為拓展海外市場尤其是雅加達地區為核心的印尼幕牆市場業務，並且考慮在印尼創立新的組裝加工廠，一方面能夠降低海外項目運營成本，另一方面獲得印尼原產地證明，以便應對來自北美的反傾銷調查。2016年公司業績在10萬平方米。

## 歷史

### 2009至2010
成立初期，團隊和主要精力放在印尼市場政策的學習了解和推廣公司品牌、樹立企業形象，並且本地市場容量和評估市場風險。因此前兩年並未取得主要業績，在2011年中標首個項目之前，公司一直是維持低成本、小規模運作，並為大規模開展市場推廣和項目合作。

### 2011至2013
2011年在經歷重重考驗和克服困難之後，公司業績方面終於迎來轉機，在2011年中標印尼“巨普達世界一期”（Ciputra World I）項目中的兩棟塔樓“星展銀行大廈”（DBS Tower）和“來福士酒店”（Raffles Hotel）。此項目的中標成功打開了印尼市場，並為之後的項目團隊提供了寶貴的實踐經驗和完整地創建了運作流程。但是，首個項目的運作也遭遇到了許多困難，例如：清關海運成本考慮不足；對於國際合同中匯率風險欠考慮；現場安裝隊施工效率估計不足等問題。最終導致此項目虧損約300萬美金，並且受土建總包施工偏差的影響，工期嚴重拖期。
在首個項目竣工之前，公司營銷團隊一直在投標其他項目，但由於運營成本高昂加之企業管理不善導致的管理費用連年遞增，兩年間一直未有新項目中標。公司高層也一度考慮撤離印尼市場，考慮至東南亞其他國家發展。但在經歷遠大高層人員劇烈變動之後，公司領導層做出“在印尼創建組裝廠”的戰略決定。事實證明，這一決策，是遠大印尼成功的關鍵因素。建廠之後成功降低了運營成本，並且大大方便了組裝、維修及簡易加工的流程和縮短了所需時間。成功將項目的運營成本降低至相對接近本地幕牆分包商的水平，為2014-2015的業績增長奠定了基礎。

### 2014
2014年公司高層變動，決定將之前成功的越南市場團隊調職至印尼，並直接導致原印尼市場團隊隨即離職。隨後從中國國內招募了若干營銷精英，成立新印尼市場團隊。公司在此年獲得重大發展，8月份中標“第八區辦公樓”（District 8 Office 1&2）項目，9月份中標“卡薩多曼公寓”（Casa Domaine Apartments）,10月份中標“PCPD大廈”（PCPD Tower）。合同金額約4.2億人民幣，成功打開印尼市場。

### 2015
2015年公司繼續延續上年度政策，並沿用原團隊。5月份中標“安納達瑪雅公寓”（Anandamaya Residences）項目，6月份中標“阿斯特拉大廈”（Astra Tower），“塞奎斯大廈”（Sequis Tower）項目。
公司在此年的另一重要事件是位於唐格朗（Tangerang）的幕牆板塊組裝廠的正式投產，投產以後加快了項目運營的速度和降低運營成本。

### 2016
2016年印尼市場受宏觀經濟放緩，房地產市場飽和等因素影響。許多項目業主改為觀望態度，加之政局不穩，不斷有集會遊行、示威和反華等事件發生。許多華人業主也對政局持觀望態度。因此市場總體容量縮水約三成，新投標項目數量也一併減少。首次拖累，公司並未能繼續獲得增長，但是依然中標“第八區二期朗廷酒店”（District 8-Langham Hotel）項目和“皮柯大廈”（PIK Office Tower）項目。值得一提的是，這兩個項目業主均為此前中標工程的同一業主，說明公司在印尼市場已經樹立良好口碑。

## 組織架構

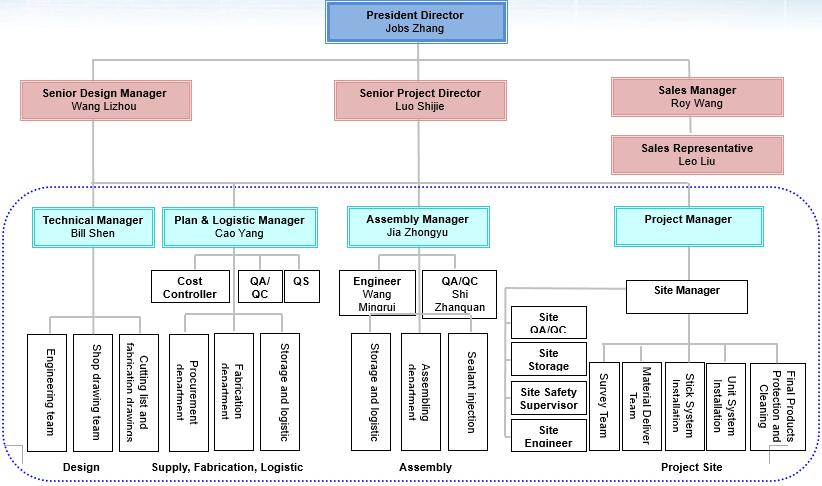
印尼遠大組織架構圖

## 項目業績
| 序號 | 項目名稱            | 英文名                     |
| ---- | ------------------- | -------------------------- |
| 1    | 巨普達世界一期      | CIPUTRA WORLD I            |
| 2    | 第八區辦公樓        | DISTRICT 8 – OFFICE 1&2    |
| 3    | 卡薩多曼公寓        | CASA DOMAINE               |
| 4    | PCPD大廈            | PCPD TOWER                 |
| 5    | 安納達瑪雅公寓      | ANANDAMAYA RESIDENCES      |
| 6    | 阿斯特拉大廈        | ASTRA TOWER                |
| 7    | 塞奎斯大廈          | SEQUIS TOWER               |
| 8    | 第八區二期朗廷酒店” | DISTRICT 8 – LANGHAM HOTEL |
| 9    | 皮柯大廈            | PIK OFFICE TOWER           |